# テレビ朝日土曜朝11時台枠のアニメ
テレビ朝日土曜朝11時台枠のアニメ（テレビあさひどようあさ11じだいわくのアニメ）は、かつてテレビ朝日で毎週土曜日の10・11時台（JST）に放送されていたテレビアニメの作品一覧である。

## 歴史
2004年10月23日、これまで全国ネットだった『ボボボーボ・ボーボボ』と『あたしンち』のローカル枠降格に伴い成立した。
2007年3月24日までは大分朝日放送のみ「あたしンち」を同時ネットしていたが、それ以降はテレビ朝日と同時ネットしている系列局はなかった。

## 作品リスト

### 10:45 - 11:15
- ボボボーボ・ボーボボ（2004年10月23日 - 2005年4月2日） - 土曜19:28から移動し、2分縮小した。

### 10:50 - 11:20
- ボボボーボ・ボーボボ（2005年4月9日 - 2005年10月29日） - 5分繰り下げし、関東ローカル&ノンスポンサーに変更された。
- ガイキング LEGEND OF DAIKU-MARYU（2005年11月12日 - 2006年2月25日） - 第13話まで。第14話以降は日曜6:30に移動した。

### 11:15 - 11:39
- あたしンち（2004年10月23日 - 2005年4月2日） - 金曜19:30から移動した。

### 11:20 - 11:45
- あたしンち（2005年4月9日 - 2009年9月19日） - 5分繰り下げし、1分拡大した。
- ご姉弟物語（2009年10月10日 - 2010年6月26日）